# Hugh Trevor-Roper

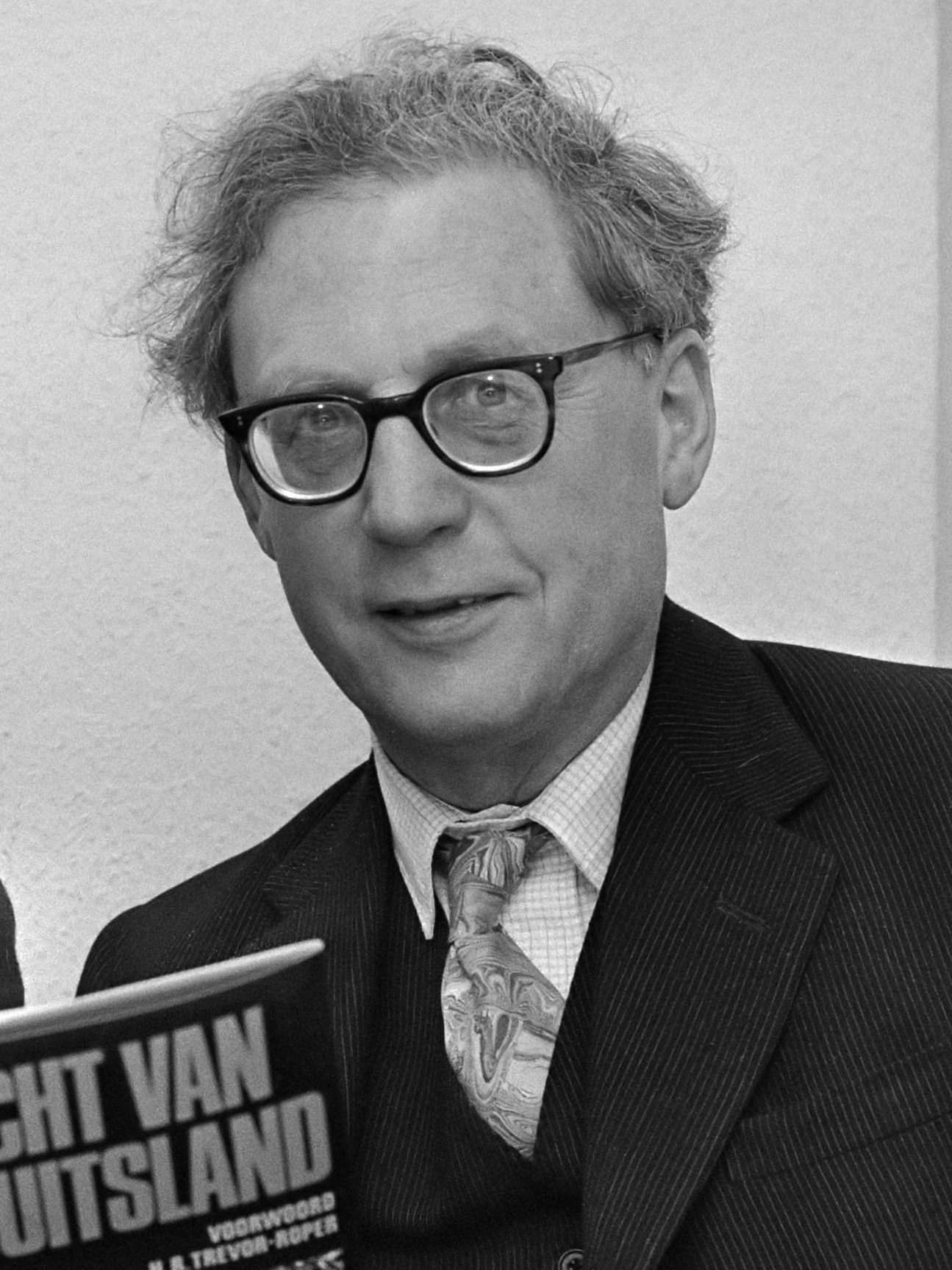
Hugh Trevor-Roper (1975)

Hugh Redwald Trevor-Roper, ab 1979 Baron Dacre of Glanton (* 15. Januar 1914 in Glanton; † 26. Januar 2003 in Oxford, Großbritannien) war ein britischer Historiker.

## Leben und Werk
Trevor-Roper war Sohn eines Mediziners und studierte an der University of Oxford Klassische Altertumswissenschaft und Neue Geschichte. Als Student mehrfach ausgezeichnet, veröffentlichte er 1940 sein erstes Buch zur britischen Geschichte in der Frühen Neuzeit, seinem ersten Spezialgebiet.
Trevor-Ropers zweites Spezialgebiet entwickelte sich, als er nach Ende des Zweiten Weltkriegs in Europa 1945 als Nachrichtenoffizier für den britischen Secret Intelligence Service (MI6) zum Verbleib Adolf Hitlers recherchierte und bald darauf sein erfolgreichstes Buch veröffentlichte – Hitlers letzte Tage – das bis ins 21. Jahrhundert in zahlreichen Auflagen erschienen ist und rasch in mehrere Sprachen übersetzt wurde. Obwohl die sowjetischen Informationen um Hitlers Tod geheim gehalten wurden, gilt Trevor-Ropers Darstellung bis heute nicht als überholt, wenn auch in Einzelaspekten neue Erkenntnisse vorliegen.
Ab 1957 war Trevor-Roper 33 Jahre lang Regius Professor of History in Oxford. 1961 wurde er in die American Academy of Arts and Sciences und 1969 in die British Academy gewählt. 1979 wurde er zu einem Life Peer als Baron Dacre of Glanton, of Glanton im County of Northumberland erhoben. Trotz seines Ansehens und seiner Verdienste war er in Großbritannien umstritten, besonders bei jüngeren Historikern, die seine streng eurozentrische Sichtweise kritisierten. So hatte Trevor-Roper immer wieder, unter anderem auch in einer BBC-Sendung, geleugnet, dass Schwarzafrika eine eigenständige Geschichte vor der Ankunft der Europäer besessen habe.
Eines von Trevor-Ropers erfolgreichsten Büchern war seine 1976 erschienene Biographie des Sinologen Edmund Backhouse, der lange als einer der weltweit führenden Sinologen gegolten hatte. In seiner Biographie deckte Trevor-Roper die Lebensgeschichte von Backhouse auf und entlarvte praktisch dessen gesamte Gelehrsamkeit als Schwindel. Dieser Fall wurde von der westlichen Sinologie bislang nicht neu aufgerollt.
1980 bis 1987 war Trevor-Roper Master des Colleges Peterhouse in Cambridge.
1983 erlebte Trevor-Roper seinen größten Skandal im Zusammenhang mit den im Stern veröffentlichten „Hitler-Tagebüchern“, Falsifikaten des Fälschers Konrad Kujau, die er als wichtigster Gutachter des Magazins für zu „99,5 Prozent“ echt erklärte.
Er war seit 1954 mit Lady Alexandra Howard-Johnston verheiratet. Einer seiner Stiefsöhne ist der Historiker James Howard-Johnston.
In der britischen Fernsehserie Hitler zu verkaufen, die auf dem Sachbuch von Robert Harris beruht, wurde Trevor-Roper von Alan Bennett dargestellt.

## Schriften (Auswahl)
Briefe
- Richard Davenport-Hines, Adam Sisman (Hrsg.): One Hundred Letters from Hugh Trevor-Roper. Oxford University Press, Oxford 2013, ISBN 978-0-19-870311-2.

Sachbücher
- Archbishop Laud, 1573–1645. Macmillan, London 1940.
- The Last Days of Hitler. Macmillan, London/New York 1947.
  - deutsch: Hitlers letzte Tage. Übersetzt von Joseph Kalmer und Gisela Breiting-Wolfsholz. Ullstein, Frankfurt 1995, ISBN 3-548-33192-0.
- The Gentry. 1540–1640. Cambridge University Press, London [1953].
- George Buchanan and the Ancient Scottish Constitution. Longmans, London 1966.
- Religion, the Reformation and Social Change, and other essays. Macmillan, London 1967.[9]
  - deutsch: Religion, Reformation und sozialer Umbruch. Die Krise des 17. Jahrhunderts. Propyläen-Verlag, Frankfurt am Main 1970.
- The European Witch-Craze of the 16th and 17th Centuries, and other essays. Harper & Row, New York 1969 (Neuausgabe: Penguin Books, London 1990, ISBN 0-14-013718-1).
- als Herausgeber: The age of expansion. Europe and the world 1559–1660. Thames and Hudson, London 1968.
  - deutsch: Die Zeit des Barock. Europa und die Welt 1559–1660. Droemer/Knaur, München/Zürich 1970, ISBN 3-426-03637-1.
- A Hidden Life. The Enigma of Sir Edmund Backhouse. Macmillan, London 1976 (Neuausgabe: Hermit of Peking. The Hidden Life of Sir Edmund Backhouse. Knopf, New York 1977, ISBN 0-394-41104-8).
  - deutsch: Der Eremit von Peking. Die Geschichte eines genialen Fälschers. Eichborn, Frankfurt/M. 2009, ISBN 978-3-8218-4590-6 (übersetzt von Andrea Ott, Reihe Die Andere Bibliothek).